# Кызыл-Кыштак
Кызыл-Кыштак (кирг. Кызыл-Кыштак) — село в Кызыл-Кыштакской сельской управе Кара-Суйского района Ошской области Кыргызстана. Административный центр сельской управы Кызыл-Кыштак, на севере граничит с Ходжаабадским районом Узбекистана. Расположена на 920 м над уровнем моря. Административный центр Кызыл-Кыштакской сельской управы до 2002 года.

## Население
Население — 12 500 жителей (2023).
Население занимается в основном торговлей, земледелием. Часть работоспособных людей находятся на территории России, Казахстана, Турции и Кореи.
В селе действуют несколько спортивных клубов, спортсмены которых обладатели золотых, серебряных и бронзовых медалей многих международных, республиканских и межрегиональных соревнований.
Указом Президента Кыргызстана от 30 декабря 2023 года территория села Кызыл-Кыштак Кызыл-Кыштакской сельской управы вошла в состав города Ош
На территории села Кызыл-Кыштак работают следующие предприятия и организации:
- ОсОО «Жети баатыр»
- сельскохозяйственные предприятия
- Рестораны, кафе, столовые
- Объекты бытового обслуживания населения.

## Социальная сфера
На территории села Кызыл-Кыштак функционируют:
- 2 государственные и 2 частные школы;
- 2 государственных и 2 частных детских сада;
- 1 ГСВ, 1 родильный дом, 1 частная клиника, 4 стоматологии.

Для соблюдения общественного порядка работают 2 участковых инспекторов и 1 участковый инспектор по работе с несовершеннолетними детьми.

## Памятники
На территории села Кызыл-Кыштак имеются памятники Всемирного и республиканского значения, находящиеся под охраной государства:
1. Часть горы Сулайман-Тоо (входит в число памятников Всемирного наследия Юнеско) расположена на территории сельской управы.
2. Мечеть Мухаммада Юсуфа Бойхожи-угли (мечеть Бокий) (построен в 1909 году).

## Главы села
- Рахмонов, Уринбой Рахмонбердиевич (1949-1965 годы)
- Сайфитдинов Шокиржон Сотволдиевич
- Пиритдинов Шамшиддин (до 2011 года)
- Ахмадалиев Одилжон Ганиевич (с 2011 года-по сегодняшний день)

## Известные люди
1. Рахмонберди Мадазимов (1875 - 1933 — основатель и организатор театрального движения в Центральной Азии и Киргизии[3], основатель, первый директор, художественный руководитель и главный режиссёр старейшего профессионального театра в Центральной Азии - Ошского Государственного академического узбекского музыкально-драматического театра имени Бобура[4], писатель, музыкант[5], внёс большой вклад в развитие культуры, искусства и системы образования Кыргызстана, лидер и идеолог джадидизма на юге Кыргызстана. Сыграл активную роль на заре становления новой государственности - в формировании Кара-Кыргызской автономной области. Был избран депутатом Ошского областного, Ошского городского и Кара-Суйского районного Советов[6].
2. Уринбой Рахмонов (1910—1980) — советский киргизский актёр и театральный деятель, основатель Ошского узбекского драматического театра имени Бобура, участник Великой Отечественной войны, председатель Кызыл-Кыштакского сельсовета, начальник почты в селе Кызыл-Кыштак, поэт, писатель, депутат Ошского областного совета[7][8]
3. Собиржон Нишонов (1904, родился в селе Кызыл-Кыштак-1969) — Герой Социалистического Труда.
4. Эшонхон Рахмонов (1907—1970)- председатель Кызыл-Кыштакского сельсовета, депутат Верховного Совета СССР и Верховного Совета Киргизской ССР[9]
5. Хонпошшо Дадабоева (1909—1986) — председатель Кызыл-Кыштакского сельсовета, дважды депутат Верховного Совета Киргизской ССР
6. Ибайдилло Неъматов (1928) — депутат 6-го созыва Верховного Совета Киргизской ССР
7. Рахманова Диляфруз Дилдорбековна — Советник депутата Жогорку Кенеша КР[10], председатель Кызыл-Кыштакского сельского совета депутатов[11], депутат Ошского городского кенеша.
8. Кадиров Бахтияр Сабиржанович (1963) — депутат Жогорку Кенеша КР 5-го созыва, член ЦИК КР (назначен Президентом КР), председатель правления узбекского национально-культурного центра КР, советник торага Жогорку Кенеша КР, Президент Федерации баскетбола КР, мастер спорта СССР, заслуженный учитель КР[12][13][14]